# Tauraco leucolophus
Tauraco leucolophus là một loài chim trong họ Musophagidae.